# Јозо Кљаковић
Јозо Кљаковић (хрв. Jozo Kljaković; Солин, 10. март 1889 — Загреб, 1. октобар 1969) био је хрватски сликар.

## Биографија
Студирао је на академији у Прагу (код Влаха Буковца, 1908), затим на Институту за ликовне уметности у Риму, па код Ф. Ходлера у Женеви (1917), фреско сликарство код М. Леноиреа у Паризу 1920. Био је професор на Академији за ликовне уметности у Загребу (1921—1943), где је предавао зидно и декоративно сликарство.
Своја дела је излагао у оквиру павиљона Краљевине Србије на међународној изложби у Риму 1911. године.
За време НДХ Кљаковића су затвориле у Загребу усташе. Једно време проводи у затвору у Савској улици где је био затворен заједно са Иваном Мештровићем, а затим је у кућном притвору.
Године 1943. одлази у политичку емиграцију у Рим, а 1947. у Буенос Ајрес. У Рим се враћа 1958. где слика познате фреске у згради Завода св. Јеронима. Потом се враћа у Загреб 1968. године, и годину касније умире.

## Дело
Мотиви су му религијски и завичајни, а сликао је и портрете истакнутих личности. Насликао је циклус од 14 фресака у цркви св. Марка у Загребу, у жупним црквама у Врањицу и Доброти, у спомен-цркви у Бискупији код Книна, па у Трговачко-занатлијској комори (са О. Мујаџић) и Градској већници у Загребу. Бавио се и карикатуром, плакатом и илустровањем књига. У емиграцији је писао такође савремену прозу (дело „U suvremenom kaosu“, Буенос Ајрес 1952). Излагао је на многим групним изложбама у домовини и иностранству. Своју кућу и дела 1969. године даровао је граду Загребу.